# Space Shuttle Challenger
 Ovo je glavno značenje pojma Space Shuttle Challenger. Za ostala vozila koja nose ime Challenger pogledajte Challenger.
Space Shuttle Challenger (NASA Orbiter Vehicle Designation: OV-099) bio je drugi Space Shuttle orbiter uveden u službu, nakon prvog Shuttlea Columbia. Prvi je puta lansiran 4. travnja, 1983, te je kompletirao devet misija prije uništenja u eksploziji 73 sekunde nakon starta desete i posljednje misije STS-51-L 28, siječnja 1986, s pogibijom svih sedam astronauta. Incident je rezultirao s dvije i pol godine prekida programa Space Shuttle, koji je nastavljen 1988. lansiranjem orbitera Discovery u misiji STS-26. Challenger je zamijenio Endeavour, prvi puta lansiran 1992, izrađen od rezervnih dijelova isprva namijenjenih Challengeru i drugim orbiterima u floti.